# Regina Helena Simões de Mello Leitão
Regina Helena Simões de Mello Leitão (Salvador, 28 de agosto de 1912 - 3 de Maio de 2012) foi uma empresária brasileira, presidente do Grupo A Tarde. Considerada a primeira-dama do jornalismo baiano, era filha de Ernesto Simões Filho, fundador desse conglomerado jornalístico. Desde a morte do pai, conduziu os negócios da família até os últimos dias de vida. 
Conhecida internacionalmente, hospedava-se com frequência no hotel Plaza Athénée, de Paris, onde tinha suíte cativa. A socialite chegou a ser amiga de Greta Garbo e "abafava em Paris com suas jóias deslumbrantes”, segundo a jornalista Hildegard Angel.